# Preisauszeichnungsgerät

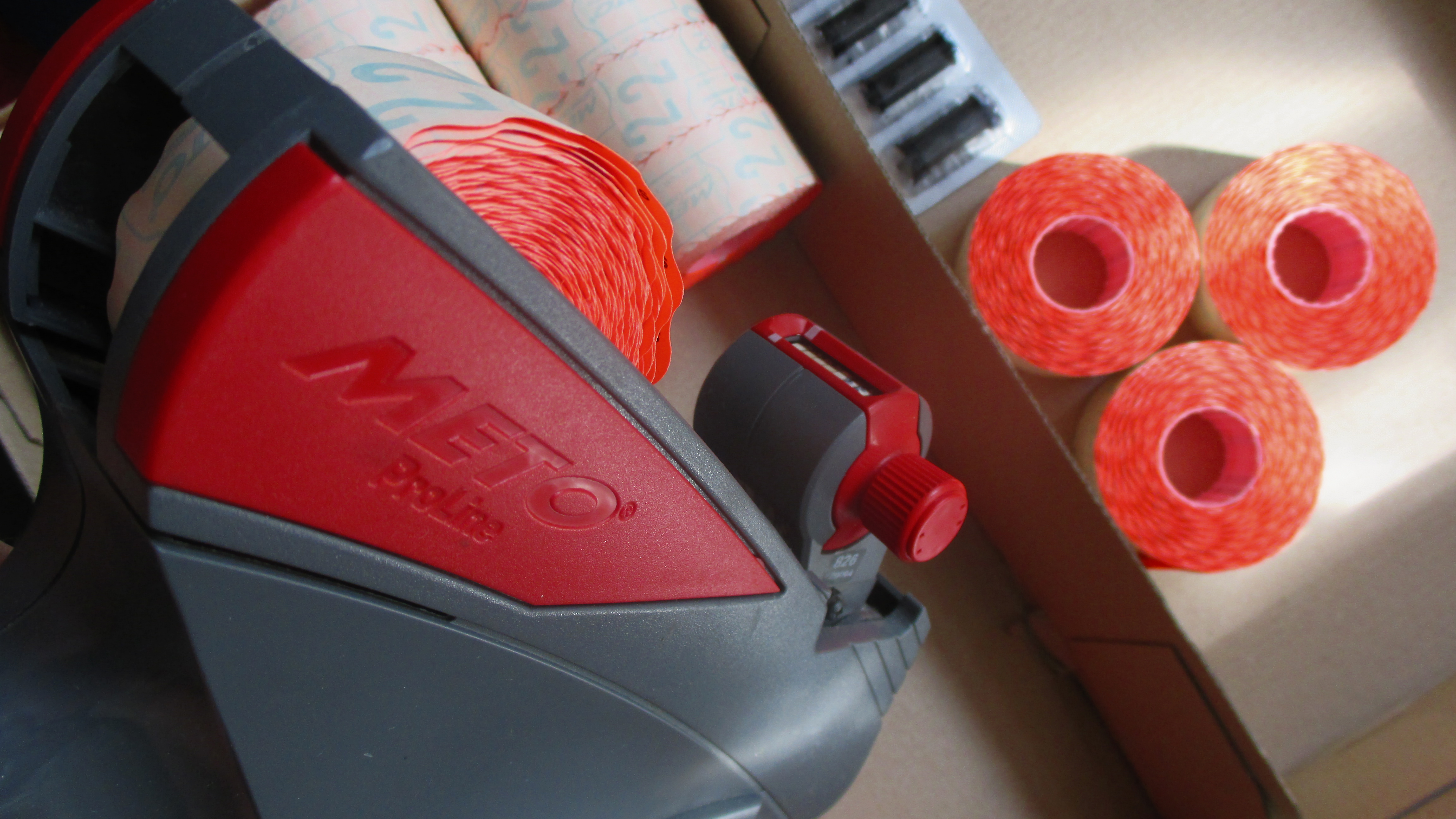
Meto - Preisauszeichnungsgerät

Ein Preisauszeichnungsgerät (auch Preisauszeichner genannt) ist ein mechanisches Gerät, welches im Handel genutzt wird, um Waren mit Preisetiketten zu versehen.

## Geschichte
Die Praxis, den Käufern der Preisauszeichnungsgeräte den Kauf der dazugehörenden Etiketten von anderen Anbietern als dem Hersteller des Gerätes zu untersagen, wurde kartellrechtlich als Missbrauch der marktbeherrschenden Stellung betrachtet und durch das Bundeskartellamt und gerichtlich untersagt.

## Verwendung
In der heutigen Zeit werden Preisauszeichnungsgeräte seltener verwendet als früher, da in größeren Supermärkten und Geschäften eher die Strichcodes genutzt werden, um die Preise zentral in der EDV zu erfassen und anzuzeigen. Sobald allerdings ein Preis von der in der Kasse eingespeicherten Norm abweicht, sei es durch reduzierte Ware vor Ablauf oder bei Einzelartikeln, welche nicht in der Kasse eingespeichert sind, werden die Auszeichner gerne genutzt. Vor allem kleine Geschäfte, welche nicht über digitale Kassen bzw. Kassen mit Druckfunktion für Strichcodes verfügen, nutzen fast ausschließlich Preisauszeichner zum Kennzeichnen der Ware.
Es gibt auch Geräte auf dem Markt, die in der Lage sind, neben Preisen auch Buchstaben, Sonderzeichen, Datumsangaben, Artikel- oder Chargennummern auf Etiketten abzudrucken und somit die abzudruckenden Zeichen individuell verwendet und Etiketten zwei- bis dreizeiig bedruckt werden können.